# Kruispunt (verkeer)

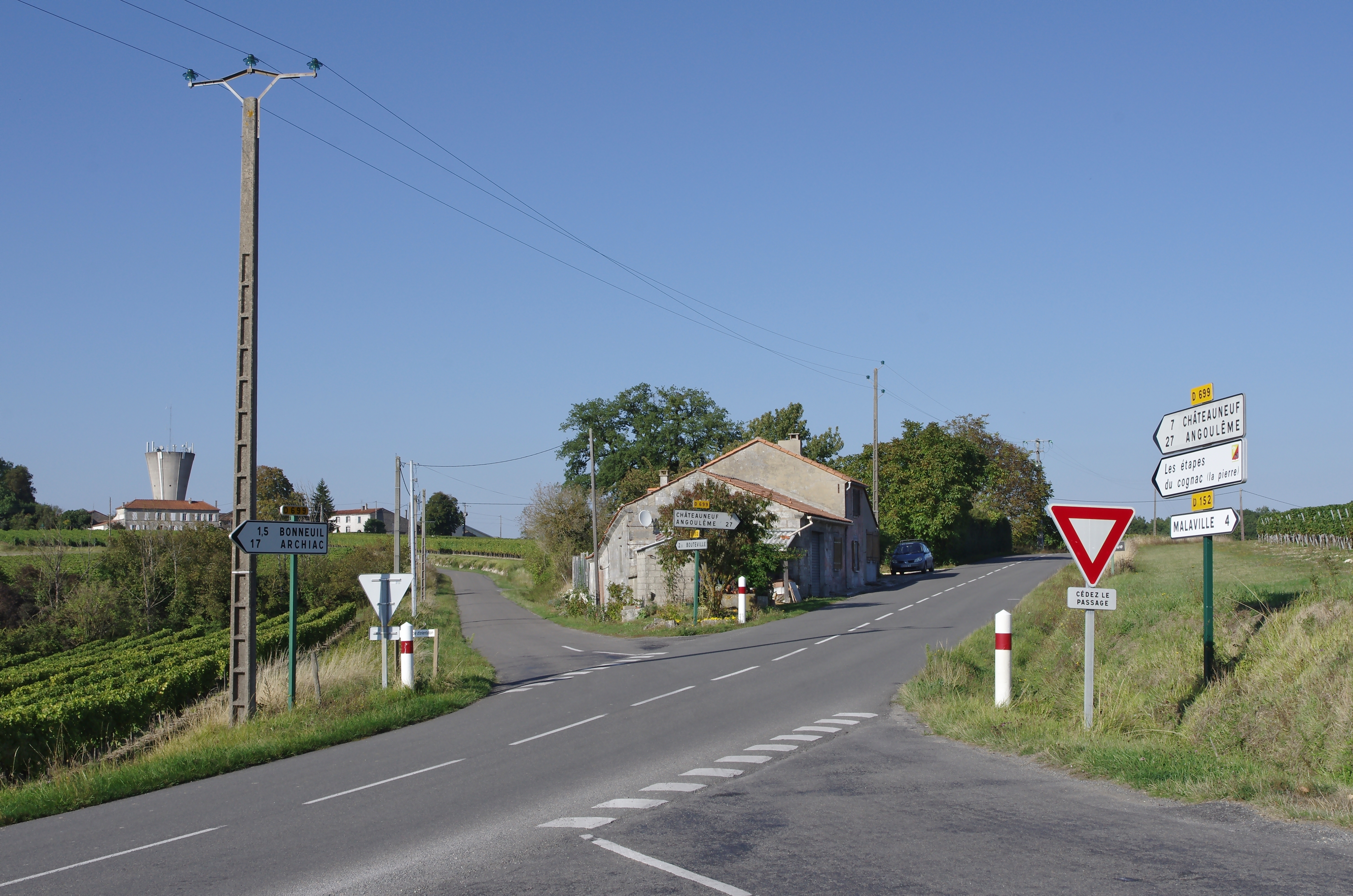
Kruispunt in Frankrijk, gemarkeerd door een waarschuwingsbord

Een kruispunt is een knooppunt van wegen, waarbij uitwisseling tussen de wegen onderling mogelijk is. Kruispunten zijn gelijkvloers.
Knooppunten kunnen zowel gelijkvloers als ongelijkvloers zijn uitgevoerd, maar vaak worden ongelijkvloerse kruisingen toch kruispunten genoemd.

## Typen

### Regeling
Onderscheid kan worden gemaakt tussen gelijkwaardige of ongeregelde kruispunten en geregelde kruispunten.
- Op een gelijkwaardig kruispunt wordt de voorrang enkel geregeld door algemene verkeersregels, zoals voorrang van rechts in de meeste landen waar rechts wordt gereden.
- Op voorrangskruispunten wordt de voorrang geregeld door verkeerstekens: door verkeersborden en door wegmarkering zoals haaientanden. Een bijzondere variant is de rotonde.
- Op kruispunten geregeld met verkeerslichten zijn de voorrangsregels alleen van toepassing voor zover conflicten tussen verkeersstromen niet door de regeling zijn opgelost. Een voorbeeld is wanneer verkeer uit tegenovergestelde richting tegelijkertijd groen krijgt, inclusief de afslaande richtingen. Meestal worden op dergelijke kruispunten ook voorrangsborden en -markering toegepast om in geval van uitgeschakelde of defecte verkeerslichten terug te kunnen vallen op een voorrangsregeling.

### Vorm
Ook kan er onderscheid worden gemaakt op grond van de vorm van het kruispunt:
- Driesprong, een kruispunt met drie takken. Varianten zijn een T-splitsing, waarbij een tak loodrecht op de andere twee staat, en een Y-splitsing, waarbij dit niet zo is.
- Viersprong, een kruispunt met vier takken.
- Rotonde, een rond kruispunt, waarbij verkeer op de rotonde voorrang heeft. Sommige situaties heeft rechts (oprijdend) verkeer voorrang. keizer karelplein Nijmegen is een voorbeeld
- Bajonetkruispunt, een kruispunt waarbij het doorgaande verkeer van een weg door twee T-splitsingen moet.
- Kwadrantkruispunt, een kruispunt waarbij linksafslaand verkeer over een extra weg moet rijden.

Amerikaanse vormen van kruispunten
- Continuous-flow intersection, een kruispunt waarbij linksafslaand verkeer al voor de kruising aan de linkerkant van de weg moet rijden.
- Jughandle, een kruispunt waarbij linksafslaand verkeer eerst rechtsaf moet slaan.
- Michigan left, een kruispunt waarbij linksafslaand verkeer eerst de weg rechtsaf neemt, om daarna om te keren op de zijweg.
- Superstreet, een variant van de Michigan left waarbij rechtdoorgaand verkeer op de zijweg niet recht kan oversteken.

## Bijgeloof
Volgens het bijgeloof kan men de duivel tegenkomen op een kruispunt. Dit bijgeloof heeft zijn oorsprong in de Afrikaanse religies, waar de god Elegba functioneerde als intermediair tussen de gewone wereld en de geestenwereld. Men kon hem wensen kenbaar maken. Dat kon men het beste om middernacht, het spookuur, op een kruispunt doen. Elegba bracht de wens over en zorgde voor het verlenen van de gunst.
De Afrikaanse tot slaven gemaakte namen dit geloof mee naar de Verenigde Staten waar het zich ontwikkelde tot de crossroadmythe, waarbij een muzikant op een kruispunt gitaar speelt en vervolgens van de duivel het aanbod krijgt om alles te kunnen spelen wat in hem opkomt. Dit in ruil voor zijn ziel. Muzikant Robert Johnson identificeerde zich graag met deze mythe.
In Nederland komt het bijgeloof rond kruispunten ook voor, men kan hier een wisseldaalder of varenzaad krijgen.
Bajonetkruispunt · Continuous-flow intersection · Driesprong (T-splitsing, Y-splitsing) · Hook turn · Jughandle · Kwadrantkruispunt · Michigan left · Superstreet · Viersprong